# Walter Gmelin (Tiermediziner)
Walter Gmelin (* 8. März 1863 in Tuttlingen; † 15. November 1943 in Tübingen) war ein deutscher Veterinärmediziner.

## Leben
Walter Gmelin studierte Veterinärmedizin an der Tierarzneischule zu Stuttgart. 1882 wurde er Mitglied des Corps Suevia Stuttgart. Nach dem Studium wurde er 1889 Obertierarzt in Offenhausen (Gomadingen). 1892 promoviert, wurde er im selben Jahr zum Professor an der Tierärztlichen Hochschule Stuttgart berufen. Von 1912 bis 1914 war er als Veterinärreferent in Windhoek Leiter des Veterinärwesens in Deutsch-Südwestafrika. Am Ersten Weltkrieg nahm er als Oberstabsveterinär teil. 1920 wurde er zum Oberamtstierarzt in Tübingen ernannt. Seit 1924 war er zudem Privatdozent und seit 1927 ordentlicher Honorarprofessor an der Medizinischen Fakultät der Eberhard Karls Universität Tübingen, wo er das Fach Tierpathologie lehrte. 1928 trat er in den Ruhestand ein.

## Auszeichnungen
- Friedrichs-Orden I. Klasse, 1906
- Eisernes Kreuz II. Klasse
- Wilhelmskreuz, 1916
- Württembergische Militärverdienstmedaille

## Schriften
- Ziele und Wünsche unserer Pferdezucht, 1907
- Sattel- und Geschirrdrücke, Widerristfisteln, Chirurgische Krankheiten des Magens und Darmes, Männliche Geschlechts- und Harnorgane inkl. Kastration. Die Krankheiten des Nabels (2. Teil von Handbuch der thierärztlichen Chirurgie und Geburtshilfe, Band 3: Kopf, Hals, Brust, Bauch), 2. Auflage 1908 (zusammen Bartke, Gutmann, Vennerholm, Hendrickx)
- Das Äußere des Pferdes – Eine Beurteilungslehre, 1925